# Estàtua d'Edward Colston
L'estàtua d'Edward Colston és un monument al centre de Bristol, Anglaterra, que inclou un pedestal i una estàtua d'Edward Colston, creat per John Cassidy. El monument es va erigir el 1895 per commemorar els treballs filantròpics de Colston envers les persones de la ciutat. El 1977 va ser designada com a estructura classificada de grau II. El 7 de juny de 2020, durant les protestes per l'assassinat de George Floyd, manifestants del Black Lives Matter van tombar, pintar i arrossegar l'efígie de bronze de Colston fins al port de Bristol i la van llençar al mar.
La Companyia Reial Africana, de la qual Colston formava part del consell d'administradors, va transportar més de 100.000 esclaus de l'Àfrica occidental al Carib i les Amèriques entre el 1672 i el 1689. Més de 20.000 d'ells van morir durant les travesses. Colston va utilitzar la seva riquesa per proveir suport financer a hospitals i escoles al llarg d'Anglaterra, particularment a la seva ciutat natal, Bristol. El fet que bona part de la seva fortuna s'aconseguís amb el tràfic d'esclaus va ser àmpliament ignorat fins a la dècada de 1990.

## Història
Una estàtua, dissenyada per John Cassidy, va ser erigida al centre de Bristol el 1895 per commemorar la filantropia de Colston. L'estàtua va ser proposada per James Arrowsmith, president de l'Anchor Society. Es van recaptar els abonaments de 1.000 £ necessaris per a la seva colada i muntatge, però hi va haver una mica de resistència. Els antics alumnes de la Colston's School també van ser convidats a participar-hi. El batlle i el bisbe de Bristol van inaugurar l'estàtua, el 13 de novembre de 1895, data que es coneixia des de feia temps a la ciutat com el «Dia de Colston». Es van recaptar fons addicionals després de l'estrena, inclosos fons de la Society of Merchant Venturers.
El 4 de març de 1977 va ser designada com a estructura classificada de grau II. Segons el registre, els motius eren per commemorar una figura del final del segle xvii que era el filantrop més famós de Bristol, i agrupar el valor amb altres memorials de Bristol.

### Controvèrsia
L'estàtua es va convertir en controvertida a finals del segle xx. Com va relatar Adam Hochschild, l'any 1998, «algú va gravar a la seva base el nom d'una de les professions en què va fer fortuna: traficant d'eclaus ('slave trader')». És una figura polèmica de la societat civil bristoliana, vista per alguns com una persona inspiradora de la ciutat, a causa de les donacions de diners que va fer a escoles i a d'altres necessitats, però, en temps més recents, a mesura que van sorgir les seves activitats com a gran comerciant d'esclaus, molta gent de Bristol i més enllà el consideren negativament. Tanmateix, H. J. Wilkins, que el 1920 va destapar les seves activitats esclavistes, va comentar que «no el podem jutjar només emparant-nos en el seu context històric». La participació de Colston en el comerç d'esclaus va precedir el moviment abolicionista al Regne Unit, i va ser durant un temps en què «l'esclavitud generalment va ser condemnada a Anglaterra - de fet, a tot Europa - per eclesiàstics, intel·lectuals i les classes educades».
Es van fer peticions per enderrocar l'estàtua. En una enquesta del 2014 al diari local, el Bristol Post, el 56% dels 1.100 enquestats va dir que hauria de romandre mentre que el 44% volia que se n'anés. Uns altres van demanar una placa commemorativa a l'estàtua en honor de les víctimes de l'esclavitud. Al 2013 el primer alcalde electe de Bristol, George Ferguson, va declarar a Twitter que «Les celebracions per Colston són perverses, no és una cosa de la que hi participaré!». El juliol de 2018, l'Ajuntament de Bristol, que era el responsable de l'estàtua, va presentar una planificació per instal·lar una segona placa que «afegiria al coneixement públic sobre Colston», incloent la seva filantropia i la seva participació en el comerç d'esclaus, tot i que la redacció inicial suggerida va produir un forta crítica i una nova formulació.
Una petició popular per eliminar l'estàtua va recollir més d'11.000 signatures i el suport del diputat local Thangam Debbonaire.

### Enderrocament
El 7 de juny de 2020, durant les protestes mundials després de l'assassinat de George Floyd als Estats Units, manifestants antiracistes van enderrocar l'estàtua i després hi van saltar a sobre. La van tacar de pintura vermella i blava, i un manifestant va col·locar el genoll al coll de l'estàtua, recordant la mort de l'afroamericà Floyd escanyat amb el genoll per un policia blanc. Després que fos tombada, l'estàtua va ser arrossegada per Anchor Road i empesa al mar des del port de Bristol.
El superintendent de la de la policia d'Avon i Somerset, Andy Bennett, va declarar que havien pres una «decisió tàctica» de no intervenir i que havien permès que s'enderroqués l'estàtua, esmentant la preocupació que l'interrupció de l'acte podria haver provocat un major desordre. També va declarar que el fet constituïa un delicte de danys i va confirmar que hi hauria una investigació per identificar els implicats, afegint que estaven en procés de compilar les imatges de l'incident. L'endemà, la policia va declarar que havien identificat 17 persones en relació amb l'incident, però encara no havien realitzat cap detenció.
El superintendent Bennett també va afirmar que comprenia que Colston era «una figura històrica que va provocar molta angoixa a la comunitat negra durant els últims dos anys», i va afegir: «Tot i que estic decebut que la gent danyés una de les nostres estàtues, entenc per què ha passat, és molt simbòlic».

### Reaccions

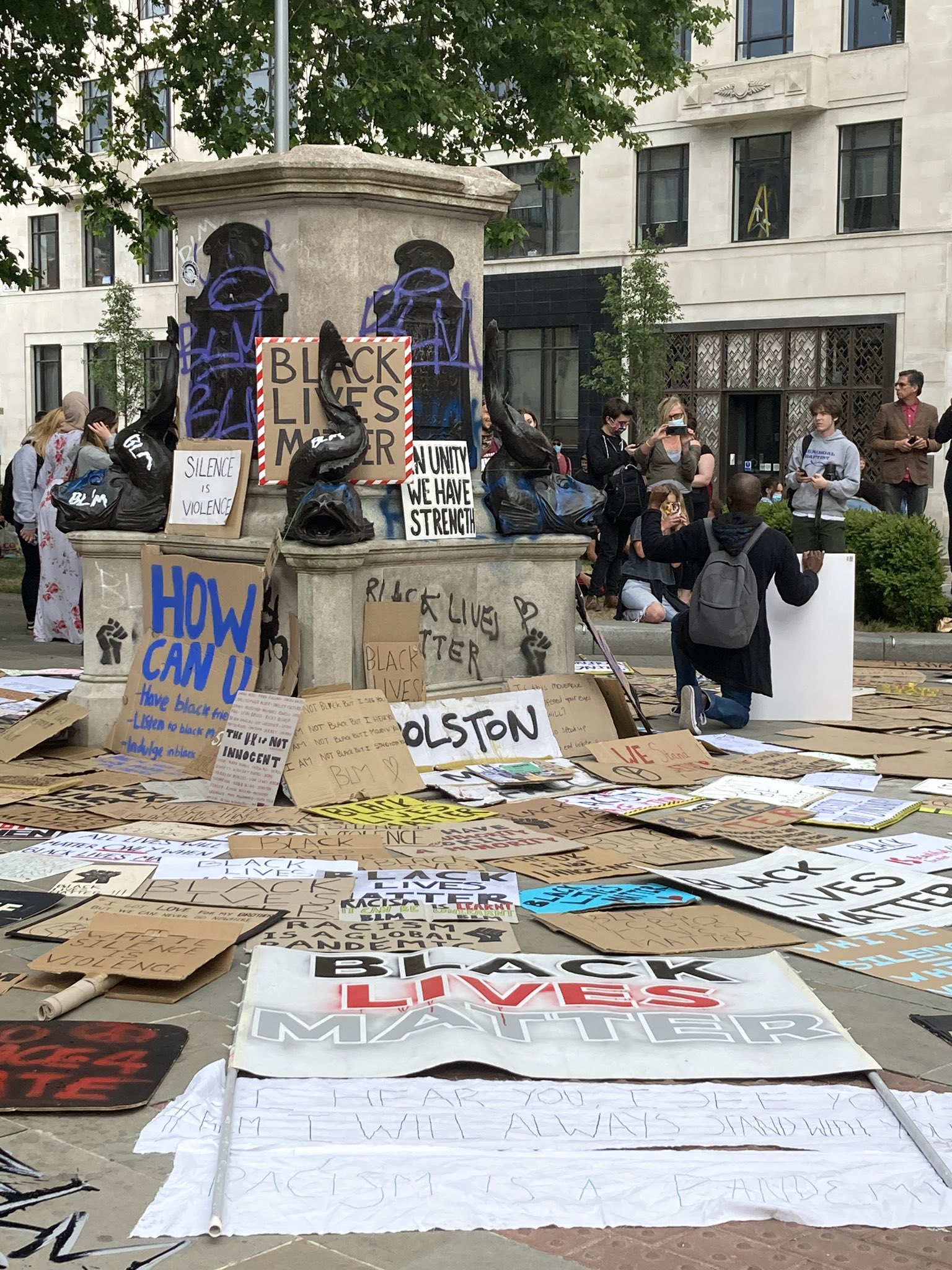
El pedestal buit, envoltat de pancartes i graffitis

El mateix dia de l'enderrocament, el batlle de Bristol Marvin Rees va fer una declaració suggerint que «... és important escoltar els que van rebutjar l'estàtua per representar un afront a la humanitat i crear el llegat actual sobre el futur de la nostra ciutat, abordant el racisme i la desigualtat. Faig una crida a tothom a desafiar el racisme i la desigualtat a tots els racons de la nostra ciutat i allà on la veiem». En una entrevista amb Krishnan Guru-Murthy va dir: «Tenim una estàtua d'algú que va guanyar els seus diners llençant el nostre poble a l'aigua... i ara està al fons de l'aigua». En una altra entrevista, Rees va comentar que l'estàtua seria probablement retirada del port «en algun moment» i que podria acabar en un museu de la ciutat. Rees va confirmar que les pancartes deixades pels manifestants serien exposades al museu M Shed de Bristol.
Per la seva banda, la ministra de l'Interior britànica, Priti Patel, va titllar l'enderrocament de «completament desagradable», «completament inacceptable» i de «pur vandalisme». Va afegir que «parla dels actes de desordre públic que s'han convertit en una distracció de la causa per la que la gent protesta».
L'endemà 8 de juny, Rees va manifestar que els comentaris de Patel mostraven una «absoluta manca de comprensió». També va dir que l'estàtua era una ofensa i que no sentia «cap sensació de pèrdua [en la seva retirada]», però que es recuperaria l'estàtua i «era molt probable que l'estàtua de Colston acabés en un dels nostres museus». L'historiador i presentador de televisió David Olusoga va comentar que l'estàtua s'hauria d'haver enderrocat anteriorment, expressant: «Les estàtues volen dir 'aquest va ser un home fantàstic que va fer coses fantàstiques'. Això no és cert, ell [Colston] era un comerciant d'esclaus i un assassí».
Un portaveu del Primer Ministre britànic Boris Johnson va expressar que «entenia absolutament la força del sentiment» però va insistir que s'hauria d'haver seguit el procés democràtic, i que la policia haurà d'exigir responsabilitats als involucrats en l'acte criminal. Els comentaris crítics de Johnson es van referir només a la retirada de l'estàtua acompanyats d'una condemna al racisme.
El líder del Partit Laborista, Keir Starmer, va dir que la forma en què s'havia enderrocat l'estàtua era «completament equivocada», però hauria d'haver estat eliminada «fa molt de temps». Va afegir que «No es pot, a la Gran Bretanya del segle xxi, tenir un esclavista en una estàtua. Aquesta estàtua hauria d'haver estat enderrocada adequadament, amb consentiment, i col·locada en un museu». Hores abans, el diputat laborista de Norwich South, Clive Lewis, va donar suport a l'eliminació de l'estàtua, piulant «Si les estàtues de confederats que van lluitar una guerra per l'esclavitud i la supremacia blanca haurien de caure, aleshores, per què aquesta no? Algú responsable per l'incommensurable sang i patiment. Mai resoldrem el racisme estructural fins que no pugem fer front a la nostra història en tota la seva complexitat».
Després de la retirada de l'estàtua, el batlle de Londres, Sadiq Khan, va demanar que les estàtues i els noms de carrers de Londres vinculats a l'esclavitud fossin retirats o reanomenats. Khan va establir la Comissió per a la Diversitat en el Domini Públic per revisar els llocs històrics de Londres.
Després de l'eliminació de l'estàtua, es va començar a presentar una petició per tenir una estàtua de Paul Stephenson al lloc vacant. El treballador de Bristol d'origen africà va ser un element fonamental del moviment de boicot als autobusos de Bristol, inspirat en el boicot als autobusos de Montgomery (Estats Units), que va acabar amb la prohibició de no contractar persones de raça negra a les empreses locals d'autobusos.

### Recuperació i emmagatzematge
A les 5 del matí de l'11 de juny de 2020, el consistori local va recuperar l'estàtua del fons del port de Bristol amb l'objectiu de netejar-la per evitar la corrosió i, després, exposar-la en un museu sense treure ni els grafits ni les cordes col·locades pels manifestants.